# Inteligencia de las aves
La inteligencia de las aves tiene que ver con la aplicación a las aves de la definición de inteligencia y su medición. Tradicionalmente las aves han sido consideradas inferiores en inteligencia respecto a los mamíferos, y términos peyorativos respecto a la inteligencia como "cerebro de ave", o más usados, cabeza de chorlito, pavo o guanajo han sido usados coloquialmente en algunas culturas.

Se reconoce en todos lados que las aves poseen dotes instintivas altamente complejas y que son de inteligencia limitada.
Herrick, 1924

Tales percepciones no son ya consideradas científicamente válidas. La dificultad de definir o medir la inteligencia hace difícil el estudio científico del tema. Anatómicamente, las aves tienen un cerebro relativamente grande comparado con el tamaño de la cabeza. Los sentidos visual y auditivo están bien desarrollados en la mayoría de las especies, mientras que los sentidos táctil y olfativo están bien desarrollados sólo en unos pocos grupos. La locomoción se logra a través del vuelo y el uso de las piernas en la mayoría de las especies. El pico y los pies son usados para manipular alimento y otros objetos. Las aves pueden comunicarse usando señales visuales y a través del uso de llamados y cantos. La medición de la inteligencia se basa por lo tanto en el estudio de la respuesta a estímulos sensoriales.

## Estudios de la inteligencia de aves

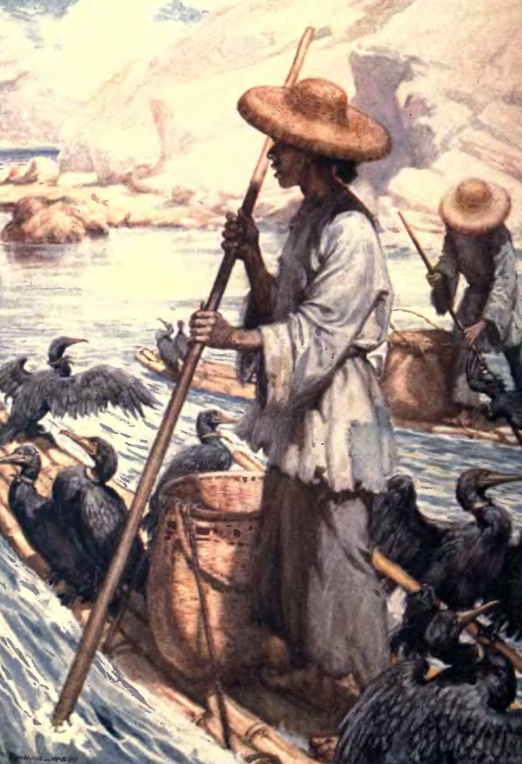
cormoranes usados por pescadores en el sudeste de Asia pueden ser capaces de contar.

La inteligencia de las aves ha sido estudiada a través de varios atributos y habilidades. Muchos de esos estudios se han realizado sobre aves tales como codornices, gallinas domésticas y palomas mantenidas en condiciones de cautiverio. Sin embargo, se ha señalado que los campos de estudios han sido limitados, a diferencia de los realizados en primates homínidos. Se ha demostrado que aves como los córvidos y loros viven vidas sociales, tienen largos periodos de desarrollo y grandes cerebros, y se puede esperar que éstas tengan habilidades cognitivas superiores.

### Conteo
La capacidad de contar ha sido considerada una habilidad que demuestra inteligencia. Las primeras evidencias anecdóticas han sugerido que los cuervos pueden contar hasta tres. Los investigadores necesitan sin embargo ser cautelosos y asegurarse de que las aves no están demostrando meramente la habilidad para la enumeración súbita. Algunos estudios han sugerido que los cuervos pueden de hecho tener una habilidad numérica verdadera. Se ha demostrado que los loros cuentan hasta 6.
Los cormoranes, usados por los pescadores chinos quienes les dan cada octavo pez de los que pescan como recompensa, son capaces de llevar la cuenta hasta ocho.
En la década de 1970, en el río Li, Pamela Egremont observaba a los pescadores quienes permitían a las aves comer cada octavo pez que atrapaban. Escribiendo en el Biological Journal of the Linnean Society ella reportó que una vez que cumplían con su cuota de siete peces, las aves "se rehusaban empedernidamente a moverse nuevamente hasta que el anillo sobre su cuello fuera aflojado. Ignoran una orden de bucear e incluso resisten un fuerte empujón o golpe, sentándose enojados e inmóviles en sus perchas". Entretanto otras aves que no habían cumplido con sus cuotas continuaban capturando peces del modo usual. "Una se ve forzada a concluir que estas aves altamente inteligentes pueden contar hasta siete", escribió ella. —Hoh, E. H.
Muchas aves también son capaces de detectar cambios en el número de huevos en sus nidos y crías. Se sabe que los cucos parásitos retiran uno de los huevos del hospedero antes de poner el suyo propio.

### Aprendizaje asociativo
Las señales visuales o auditivas y su asociación con el alimento y otras recompensas han sido bien estudiadas y las aves han sido entrenadas para reconocer y distinguir formas complejas. Esto es probablemente una habilidad importante que les ayuda en su supervivencia.

### Habilidades espaciales y temporales
Una prueba común de inteligencia es la prueba de contorneo. En este ensayo se usa una barrera de vidrio entre el ave y un objeto tal como un alimento. La mayoría de los mamíferos descubren que el objetivo se alcanza primero separándose del objetivo. Las gallinas fallan en esta prueba. Se ha encontrado que muchos córvidos resuelven prontamente este problema.
Las aves gran comedoras de frutas en la selva tropical dependen de árboles que fructifican en diferentes periodos del año. Muchas especies, como las palomas y los cálaos, han demostrado ser capaces de decidir las áreas de forrajeo a donde dirigirse en dependencia de la época del año. Las aves que presentan el comportamiento colector de frutas han demostrado también la habilidad de recordar los lugares de escondrijos de frutas. Las aves nectarívoras como los colibríes también optimizan su forrajeo recordando las rutas a los lugares de flores buenas y malas. Estudios de la Afelocoma de California también sugieren que las aves pueden ser capaces de planificar el futuro. Ellas esconden alimento de acuerdo a las necesidades futuras y se arriesgan a no ser capaces de hallar alimento para los días siguientes.
Muchas aves siguen programas temporales estrictos en sus actividades. Estos suelen depender de indicios ambientales. Las aves también son sensibles a la duración de la iluminación diurna, y la capacidad de reconocer esto es importante como indicio para las especies migratorias. La habilidad de orientarse durante las migraciones se atribuye a habilidades sensoriales superiores en las aves, en vez de a la inteligencia.

### Uso de instrumentos
Una de las capacidades más sorprendentes es la aptitud bastante difundida de servirse de un objeto como utensilio. La definición de instrumento o utensilio ha sido debatida sin alcanzarse un consenso. Una definición propuesta de uso de instrumentos es la siguiente:
el uso de objetos físicos distintos del propio cuerpo del animal o sus apéndices como un medio de extender la influencia física realizada por el animal
—Jones and Kamil, 1973
Por esta definición un Alimoche Común dejando caer un hueso sobre una roca no estaría usando un instrumento, dado que la roca no puede ser vista como una extensión del cuerpo. Sin embargo, el uso de una roca manipulada usando el pico para partir un huevo de avestruz sí calificaría al Alimoche Común como un usuario de instrumentos. incluyendo loros, córvidos, y un espectro de otras paseriformes, han sido observadas usando instrumentos.
Por ejemplo, se ha observado en la naturaleza que el Cuervo Neocaledoniano usa un palo para sacar de los troncos los insectos con los que se nutre. Mientras las aves jóvenes en la naturaleza normalmente aprenden estas técnicas de los más viejos, un cuervo de laboratorio llamado "Betty" improvisó un instrumento ganchudo con un alambre sin tener experiencia previa. El Pinzón de Darwin Carpintero de las Islas Galápagos también usa instrumentos simples de palitos para ayudarse en la captura de alimento. En cautiverio un joven Pinzón de Darwin de los Cactus aprendió a imitar este comportamiento observando a un Pinzón Carpintero en una jaula vecina. Los cuervos en áreas urbanas de Japón han innovado una técnica para romper nueces de cáscara dura tirándolas en los cruces peatonales de calles y dejando que las aplasten los automóviles. Entonces ellos recuperan las nueces partidas cuando los autos se detienen con la luz roja. Las Garcitas Verdosas usan cebos o carnadas para capturar peces.

### Aprendizaje por observación
El aprendizaje usando recompensa para reforzar las respuestas es usado a menudo en los laboratorios para probar la inteligencia. Sin embargo, la habilidad de los animales para aprender por observación e imitación es considerada más significativa. Son destacados los cuervos por la habilidad de aprender unos de otros también son famosos el aprendizaje por observación pasiva que consiste en escupirle saliva como haría la madre.

### Anatomía del cerebro
Al comienzo del siglo XX, los científicos argumentaban que las aves tenían ganglios basales hiperdesarrollados, con estructuras similares al telencéfalo de mamíferos pequeñitas. Los estudios modernos han refutado esta visión. Los ganglios basales sólo ocupan una pequeña parte del cerebro aviar. En cambio, parece que las aves usan una parte diferente del cerebro, el medio-rostral neostriatum/hyperstriatum ventrale (nidopallium), como la sede de la inteligencia, y la relación de tamaños cerebral/corporal de los psitaciformes y los córvidos es realmente similar a la de los primates superiores.
Estudios con aves en cautiverio han dado una visión de cuáles aves son las más inteligentes. Mientras los loros se distinguen por ser capaces de imitar el habla humana, estudios con el Loro Yaco o Gris Africano han demostrado que algunos son capaces de asociar palabras con su significado y formar oraciones sencillas (ver Álex). Junto con los loros, los cuervos y arrendajos (familia Corvidae) son quizás las aves más inteligentes. No sorprende que se haya encontrado que esas especies tienen los más grandes hyperstriata. El Dr. Harvey J. Karten, un neurocientífico de la Universidad de California de San Diego que ha estudiado la fisiología de las aves, ha descubierto que las partes más bajas del cerebro de las aves son similares a las de los humanos. 

### Comportamiento social
La vida social ha sido considerada como la fuerza directriz para la evolución de la inteligencia. Muchas aves tienen organización social, y las agregaciones relajadas son comunes. Muchas especies de córvidos se agregan en pequeños grupos familiares (o "clanes") para actividades tales como la anidación y la defensa territorial. Las aves para propósitos migratorios se congregan entonces en bandadas masivas formadas por varias especies diferentes. Algunas aves realizan trabajo en equipo mientras cazan. Se han observado aves predadoras que cazan en parejas usando una técnica de "persecución y acecho", por medio de la cual un ave distraerá a la presa mientras la otra se abate para atraparla.
El comportamiento social requiere la identificación individual, y la mayoría de las aves parecen ser capaces de reconocer sus parejas, sus hermanos y sus crías. Otros comportamientos como los de juego y cría cooperativa son también considerados indicativos de inteligencia.
Cuando los cuervos están haciendo un escondrijo de comida, parecen ser sensibles para observar quien los está mirando esconder el alimento. Ellos también roban comida escondida por otros.
En algunas ratonas australianas como el Maluro Soberbio y el Maluro Dorsirrojo, el macho toma pétalos de flores de colores contrastantes con su brillante plumaje nupcial y los presenta a otros de su especie que reconocerán, inspeccionarán, y a veces manipularán los pétalos. Este comportamiento no parece ligado a actividad sexual o agresiva en el término corto y medio del tiempo en el que ocurre, aunque su función es aparentemente no agresiva y muy posiblemente sexual.

### Lenguaje
Aunque las aves no tienen una forma de lenguaje hablado, sí se comunican con sus compañeros de bandada a través de cantos, llamados y lenguajes corporales. Los estudios han demostrado que los complejos cantos territoriales de algunas aves deben ser aprendidos a una edad temprana, y que la memoria del canto va a servirle al ave para el resto de su vida. Algunas especies de aves son capaces de comunicarse en una variedad de dialectos. Por ejemplo, el neozelandés Tieke aprenderá los diferentes "dialectos" de cantos de los clanes de su propia especie, algo así como los seres humanos deben aprender los diversos dialectos regionales. Cuando un macho dominador de un territorio muere en esta especie, un joven macho va a tomar inmediatamente su lugar, cantando a parejas potenciales en el dialecto apropiado para el territorio en el cual él está.abril de 2008[cita requerida]
Estudios recientes indican que algunas aves pueden tener una habilidad de entender las estructuras gramaticales.

### Habilidades conceptuales
La evidencia de que las aves pueden formar conceptos abstractos tales como igual-diferente ha sido aportada por los estudios con Álex, un Loro Yaco o Loro Gris Africano. Alex fue entrenado para denominar vocalmente más de 100 objetos de diferentes colores y formas, los cuales estaban hechos de diferentes materiales. Alex podía también pedir o rechazar estos objetos ('yo quiero X') y cuantificar el número de ellos.

### Otras habilidades
Un estudio sobre el abejaruco verde chico sugirió que esta ave es capaz de ver desde el punto de vista de sus predadores, es decir de extrapolar lo que el predador puede ver o no, facultad compartida únicamente con los primates homínidos. Tal habilidad forma la base de la empatía. Investigaciones llevadas a cabo con una Cacatúa Eleonora (Cacatua galerita eleonora) nombrada Snowball ha demostrado que las aves pueden aprender a bailar con música humana.